# Hyundai Fortune
Le MV Fortune (anciennement MV Hyundai Fortune) est un porte-conteneurs naviguant sous pavillon panaméen et appartenant à la compagnie Kosmo SVCS Inc., initialement appartenant à Hyundai Merchant Marine. Il a été gravement endommagé par un incendie accidentel le 21 mars 2006.
L'accident de ce type le plus grave qui ait suivi est celui du MSC Flaminia (été 2012).

## Historique
Le Hyundai Fortune a été mis en service en août 1996 et naviguait sous un pavillon de complaisance (Panama).
Avec un tonnage de 64 054 tonnes, il était capable d'une vitesse de 25 nœuds, pour une capacité de 5 551 teus.

## Explosion

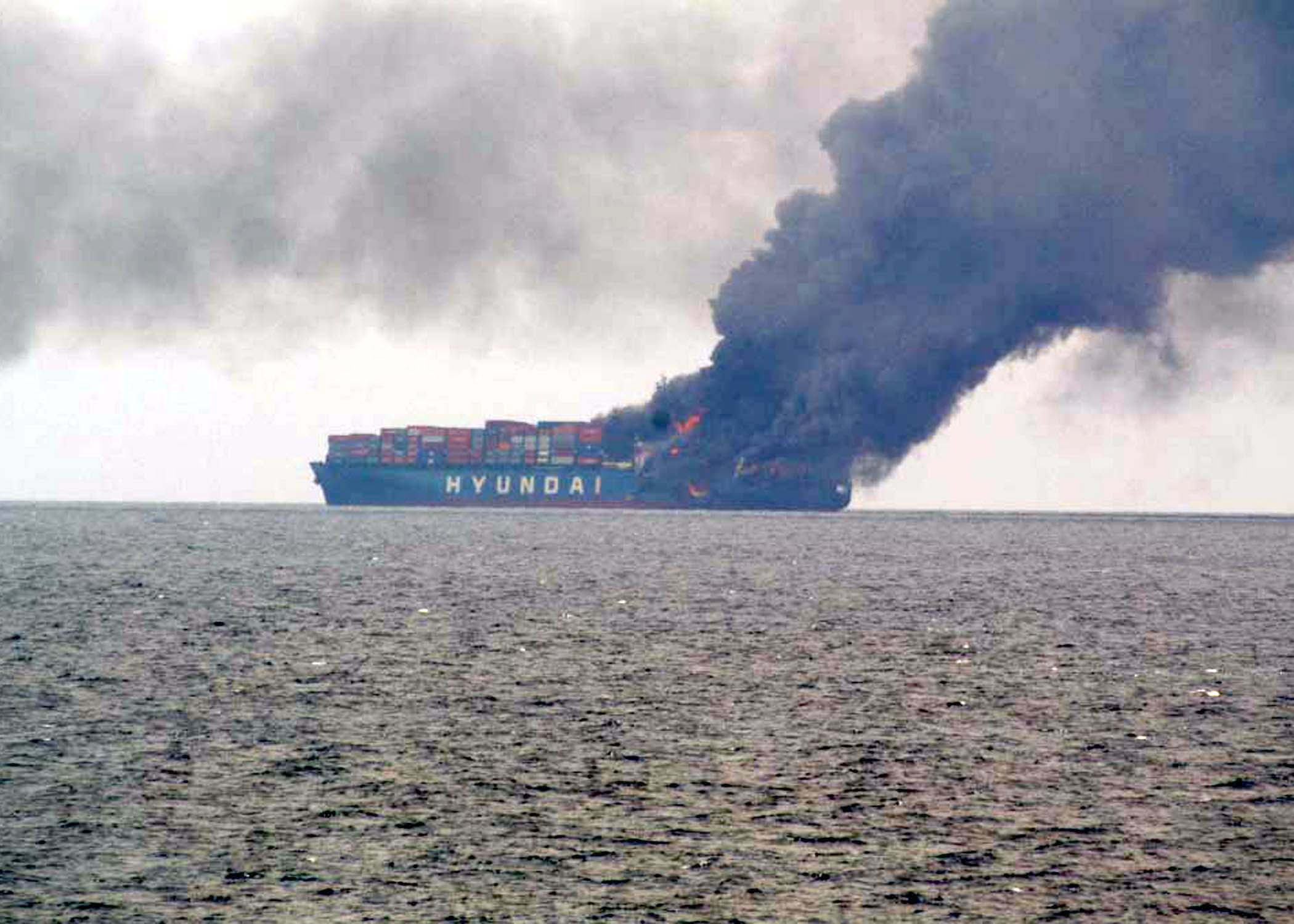
Panache de pollution par les fumées toxiques de l'incendie

Le 21 mars 2006, à environ 60 milles au sud de la côte du Yémen et alors que le navire était en route (venant de Chine et Singapour vers des ports européens via le golfe d'Aden et le canal de Suez), vers 12 h 35 UTC, une violente explosion (toujours d'origine inconnue) a lieu sous le pont à l'arrière du navire, côté gauche.
Le souffle de l'explosion détruit la coque et expulse 60 à 90 conteneurs dans l'océan, en initiant un incendie qui s'est rapidement propagé vers la poupe du navire. Des explosions secondaires ont suivi, dues à sept conteneurs remplis de feux d'artifice qui se sont enflammés au-dessus du pont sur la poupe. 
Des photos aériennes du navire en flamme ont rapidement révélé qu'une grande partie de la coque avait été soufflée sous le pont et au-dessus de la ligne de flottaison sur le côté bâbord
Après que les efforts faits pour contenir le feu ont échoué, les 27 membres de l'équipage doivent abandonner le navire, secourus par une frégate de la Marine royale néerlandaise (HNLMS De Zeven Provinciën). Cette frégate de la classe De Zeven Provinciën effectuait alors des opérations de sécurité maritime dans la région, dans le cadre de l'opération Enduring Freedom.

Un marin blessé (non mortellement) a aussi été évacué vers le porte-avions français Charles de Gaulle.
Le 23 mars 2006, des remorqueurs disposant de moyens de lutte contre les incendies ont commencé à arriver sur les lieux. Avec sa salle des machines complètement incendiée puis inondée, le Hyundai Fortune a continué à dériver en brûlant et émettant une fumée noire épaisse et polluante durant plusieurs jours.

## Aspects juridiques et économiques
L'avarie (au sens anglophone légal general average) a été déclarée avec probablement au moins un tiers des conteneurs (ceux situés à l'arrière du navire) endommagés, perdus en mer, ou détruits par l'incendie. La plupart des conteneurs situés vers l'avant de la superstructure étaient encore physiquement intacts, mais après la perte de contrôle du navire, le contenu des conteneurs réfrigérés était probablement gâté.
Il a été estimé qu'environ 10 % de la cargaison n'était pas assurés. Le coût total de l'accident (navire + cargaison perdue) est désormais estimé à plus de 800 millions de dollars US.
Toutefois, alors que le Fortune dérivait sans couler (le trou étant situé au-dessus de la ligne de flottaison), les experts évaluaient que sa coque pouvait être irréparable, et devrait être démantelée. Cette coque a finalement été remorquée vers Salalah (Oman) et 2 249 conteneurs jugés récupérables y ont été déchargés pour transbordement vers l'Europe.
La coque vide a ensuite été ancrée en attente au large des côtes des Émirats arabes unis pour être très probablement remorquée vers le Pakistan ou l'Inde afin d'y être démantelée à moindre coût. La compagnie Hyundai Merchant Marine et d'autres compagnies de transport à bas prix ont dû subir des pertes importantes à la suite de cet accident.
Finalement, en février 2011, un journal polonais a publié un article sur ce navire qui a entretemps été réparé et rebaptisé Fortune MSC.

## Causes
Deux principales hypothèses ont été proposées pour expliquer la première explosion.
1. Un produit chimique utilisé pour la désinfection des piscines, l'hypochlorite de calcium, qui réagit violemment lorsqu'il est exposé à l'humidité ou à la chaleur pourrait être impliqué ; il a déjà été mis en cause ou soupçonné d'avoir joué un rôle dans d'autres explosions à bord de navires porte-conteneurs au cours des années récentes, dont les cas notables des Sea Elegance, M/V Hanjin Pennsylvania, CMA Djakarta, Aconcagua, Sea Land Mariner et M/V DG Harmony.
2. Les enquêteurs se sont tournés vers la possibilité que sept conteneurs de feux d'artifice, à cause de la chaleur, aient provoqué la principale explosion qui a paralysé le navire ; mais selon une déclaration[4], « la cause de l'incendie a probablement été un conteneur rempli de liquides de nettoyage à base de pétrole stocké près de la salle des machines alors que l'expéditeur avait omis d'indiquer le caractère dangereux de ce conteneur au  Hyundai Fortune, sans doute pour éviter les frais supplémentaires induits par les manutentions de matières dangereuses[5]. »

## Réparations
Après que la coque eut été rachetée par un armateur grec, le navire fut alors rebaptisé Fortune. D'abord provisoirement réparée pour être remorquée vers la Chine, il a subi des réparations définitives et une rénovation.
La poutre navire avait été déformée par l'incendie et le tube d'étambot était déligné de près de 100 mm. La société d'ingénierie française TECNITAS a proposé l'intervention de l'un de ses experts, BF Consultant, pour "redresser" la coque et ramener suffisamment le tube d'étambot pour procéder à son usinage en ligne.
Le navire rénové a été livré à son propriétaire et a repris son activité de porte-conteneurs.